# Sundacarpus
Sundacarpus en un género de coníferas que contiene una única  especie: Sundacarpus amarus, perteneciente a la familia Podocarpaceae. Sundacarpus fue ascendido a género por C.N.Page en 1989; anteriormente estaba clasificado como especies de  Podocarpus o  Prumnopitys.

## Descripción
Sundacarpus es un gran árbol de hojas perennes, que alcanza hasta  10-60 m de altura, con tronco de 12 a 140 cm de diámetro. Las hojas tienen 5-15 cm de largo y son estrechas.

## Distribución y hábitat
S. amarus es nativa de Australia y Malasia. En Australia, el género se encuentra solo en Queensland, principalmente en la Meseta Atherton y  partes adyacentes del noreste de la costa de Queensland. Es bastante común en Nueva Guinea, Nueva Bretaña, y Nueva Irlanda, donde a menudo se encuentran en los bosques de montaña, junto con Nothofagus. Sundacarpus también se encuentra en las islas indonesias de Buru, Halmahera, Morotai, Sulawesi, Lombok, Flores, Timor, Sumbawa, Java, Sumatra, y Sabah provincia en la isla de Borneo; también Mindanao y Luzón en  Filipinas.